# Манастир Мармашен
Мармашен (јерм. Մարմաշեն) је манастир у Јерменији, у области Ширак. Налази се 10 км северозападно од града Гјумрија у селу Ваграмаберд. Изграђен у 10.-13. веку у области Ширак у провинцији Ајрарат.

## Натписи на древном јерменском на зиду храма
Манастир Мармашен се састоји од три верска објекта. Главни храм се налази у центру дворишта и представља највећу грађевину коју је подигао принц Вахрам Пахлавуни 988-1029. Храм је изграђен од црвене опеке и представља салу са куполом. Фасада је крстастог облика, украшена лучним нишама и уским прозорима. Кровна купола је постављена на фасетирани бубањ. Велика црква је украшена пластичним декором: аркатурним и гредним стубовима и одликује се вертикалним правцем својих архитектонских волумена.
Јужно од главних објеката манастира налази се мала крстокуполна црква из 11. века са 4 капеле. На западу су рушевине четворостубног гавита из 13. века, четвороапсидног округлог храма и гробнице.
Током инвазије Турака Селџука, Мармашен је знатно страдао. Унуци Вахрама Пахлавунија, архиепископ Григор и Гариб, извели су 1225. године рестаураторске радове у цркви.